# Aston Martin DB9
El Aston Martin DB9 es un automóvil deportivo de gran turismo lanzado por el fabricante inglés Aston Martin en el año 2004. Es el primer automóvil en salir de la nueva fábrica de Aston Martin en Gaydon. Al igual que sus predecesores, el nombre "DB" alude a David Brown, antiguo propietario de Aston Martin. Fue diseñado por Ian Callum y Henrik Fisker y reemplazó al descontinuado Aston Martin DB7. Entre sus contrincantes se hallan el Bentley Continental GT, el BMW Serie 6, el Ferrari 612 Scaglietti, el Jaguar XK, el Maserati GranTurismo y el Mercedes-Benz Clase CL.
El DB9 tiene las variantes de carrocería coupé y descapotable (comercializada como "DB9 Volante"). Ambas usan un motor de gasolina V12 de 6.0 litros de cilindrada y 450 CV (331 kilovatios) de potencia máxima, proveniente del Aston Martin V12 Vanquish. Alcanza una velocidad máxima de 306 km/h (190 millas por hora); y acelera de 0 a 100 km/h (62 millas por hora) en 4,6 segundos.
Este mismo auto ha sido utilizado en las sagas tuning de Need For Speed desde Most Wanted, donde es el auto de uno de los miembros de la blacklist y Carbon (Auto del jefe de la pandilla TFK), entre otros donde es un auto con un muy buen desempeño en todas las carreras.
Se espera que la producción en 2004 se aumente a 500 unidades por año lo cual es cercano a sus competidores, particularmente al Ferrari 360 Modena y Porsche 911 Turbo. Esto permite asegurar que el Aston Martin continúe en el siglo XXI.
En 2006, Aston Martin presentó un "Sports Pack" el cual mejoró los aspectos visuales, llantas de aluminio más liviana, entre otras mejoras. Estas mejoras recibieron una serie de críticas desde las revistas de automovilismo.

## Variantes

### DB9 Volante
El Aston Martin DB9 Volante es la versión descapotable del DB9. Está construido a mano y ha mejorado el estilo. Es alimentado por el mismo 5.9 litros, DOHC, de 48 válvulas V12 como el DB9 y se completa con 450 CV (331 kilovatios) y una velocidad máxima de 300 km/h (186 millas por hora). Porque es un descapotable que hace de 0-100 km/h (62 millas por hora) en 4,5 segundos, de dos décimas de más rápido que el coupé. La transmisiones son de 6 de velocidades manual o 6 velocidades Touchtronic II (automática).

### Reestilización de 2008
A principios de 2008, tanto el coupé como el Volante se modernizaron. El motor fue ajustado para producir 480 CV (353 kilovatios), desde 450 CV (331 kilovatios) y la consola central se ajustó para que coincidiera más con el nuevo modelo: el DBS.

### DB9 LM
Con el fin de conmemorar la victoria de Aston Martin en 2007 en las 24 Horas de Le Mans, una edición especial del DB9 fue puesta a la venta. Conocido como el DB9 LM, su producción estaba limitada a solo 124 ejemplares. Todos son cupés, y solo estaban disponibles en un único color de plata conocido como Sarthe, nombrado en honor del Circuito de la Sarthe, Le Mans, donde se compitió. El paquete deportivo estaba incluido, mientras que las pinzas de freno estaban pintadas en rojo y con la parrilla cromada.

## Ficha técnica
| Ficha técnica                                  | Aston Martin DB9 (2008)                                          |
| Cilindrada                                     | 5.935 cc                                                         |
| Alimentación                                   | Inyección directa                                                |
| Distribución                                   | 4 válvulas por cilindro, dos árboles de levas en culata          |
| Potencia máxima                                | 480 CV (353 kilovatios) a 6.000 rpm                              |
| Par motor máximo                               | 600 Nm (443 lb-ft; 61,2 kgm) a 5.000 rpm                         |
| Aceleración de 0-100 km/h (62 millas por hora) | 4,6 segundos                                                     |
| Emisiones de CO2                               | Manual: 421 g (14,9 onzas)/km; Automático: 394 g (13,9 onzas)/km |

## Versiones de carreras
El DBR9 y el DBRS9 son dos versiones de carreras del DB9, que participan en competencias de resistencia. El DBR9 pertenece a la homologación GT1, por lo cual compite en la American Le Mans Series, la Le Mans Series y el Campeonato FIA GT; ganó su categoría al debutar en las 12 Horas de Sebring de 2005. El DBRS9 responde al reglamento GT3 y se utiliza en el Campeonato Europeo de GT3. Ambos usan el mismo motor V12 de 6.0 litros que el modelo de calle, pero los paneles de la carrocería están hechos de fibra de carbono.

## Imágenes

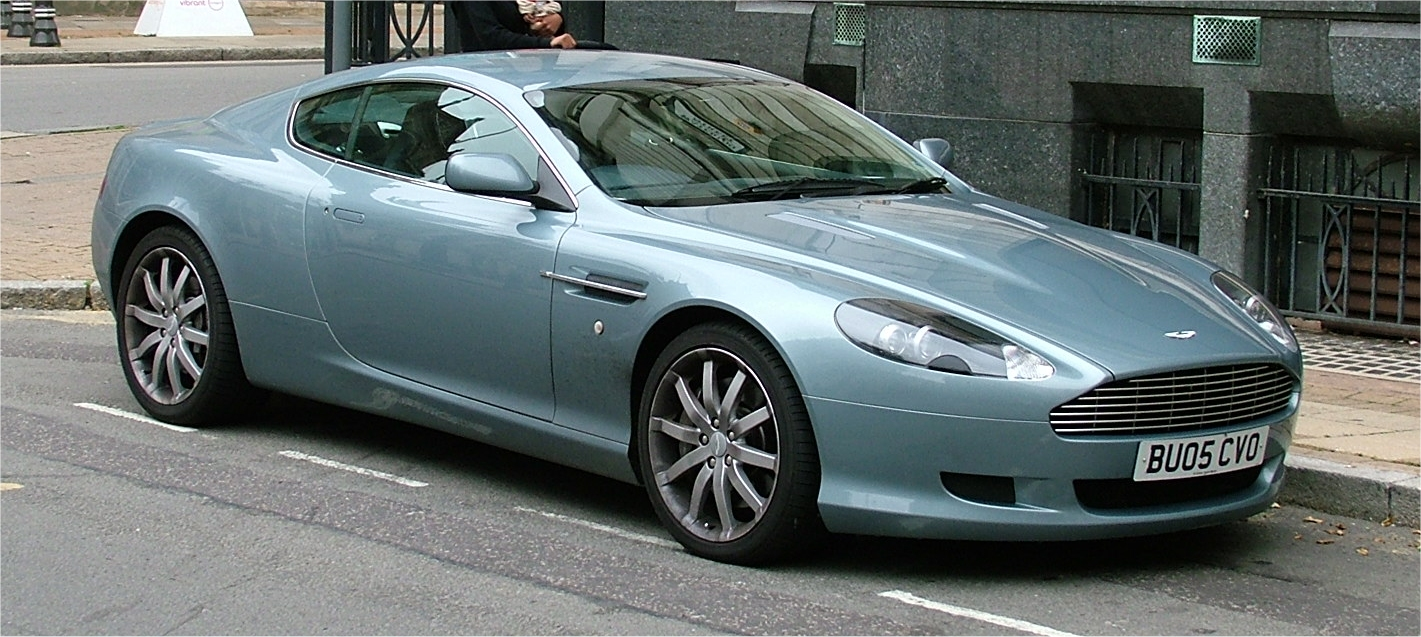
Aston Martin DB9 de calle en 2005
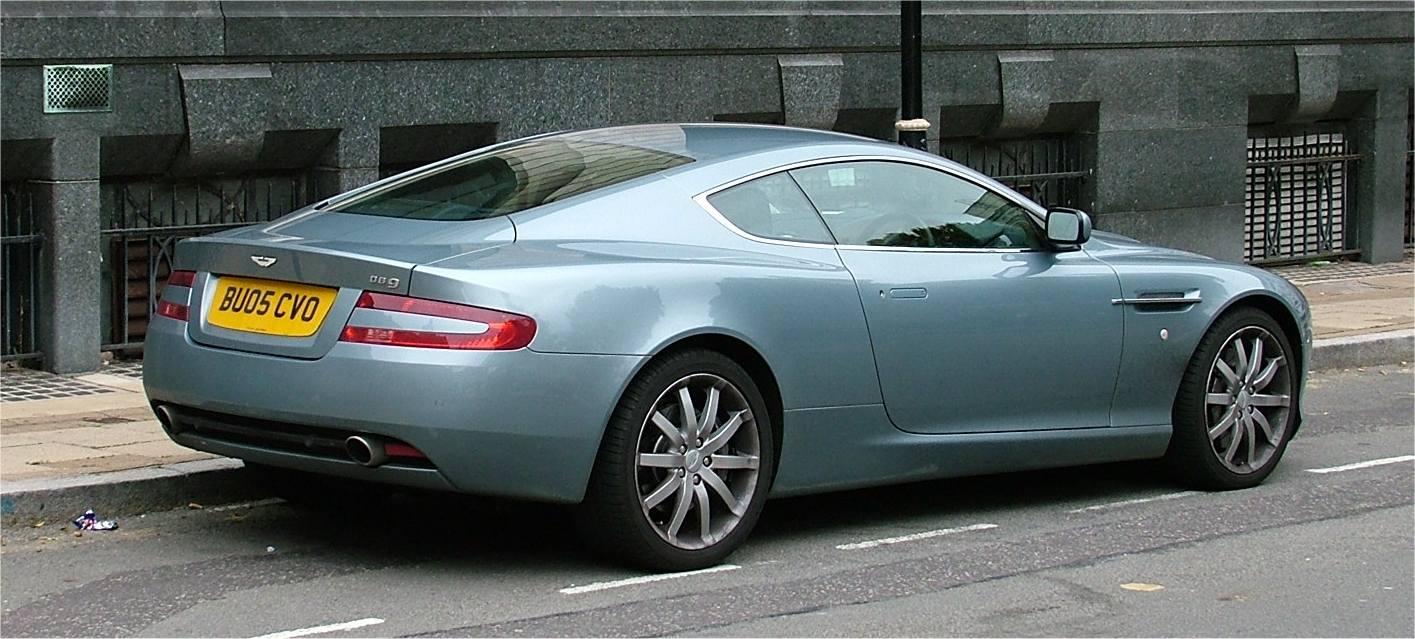
Aston Martin DB9 de calle en 2005
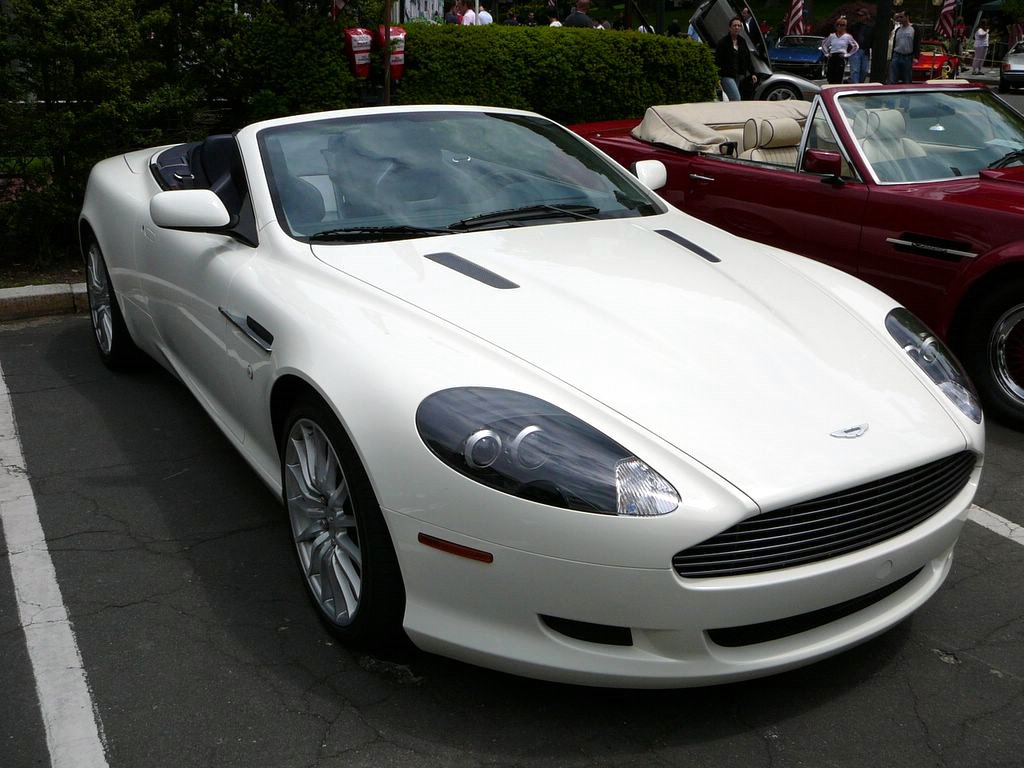
Aston Martin DB9 Volante
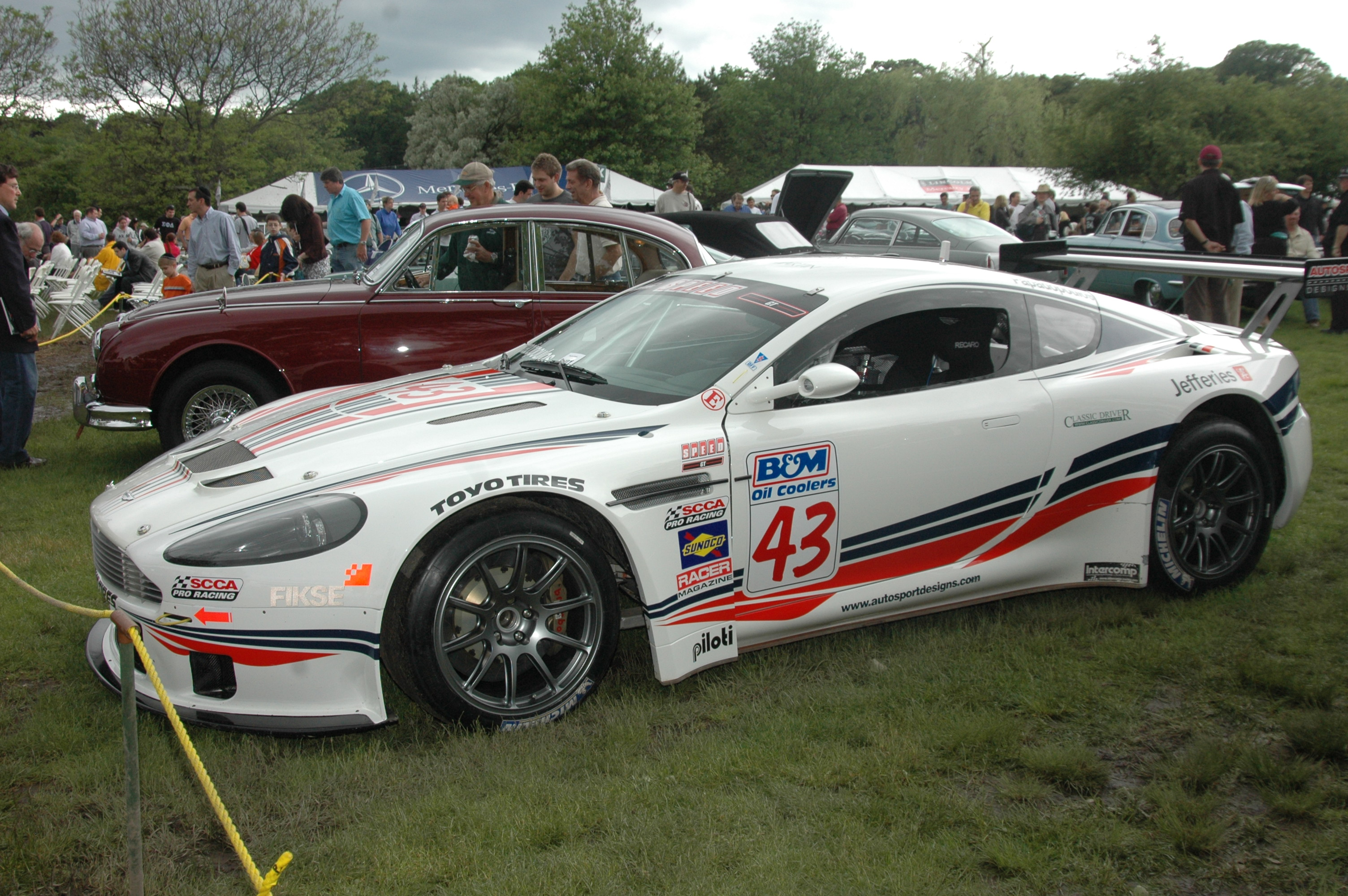
Aston Martin DBRS9, una versión de carreras
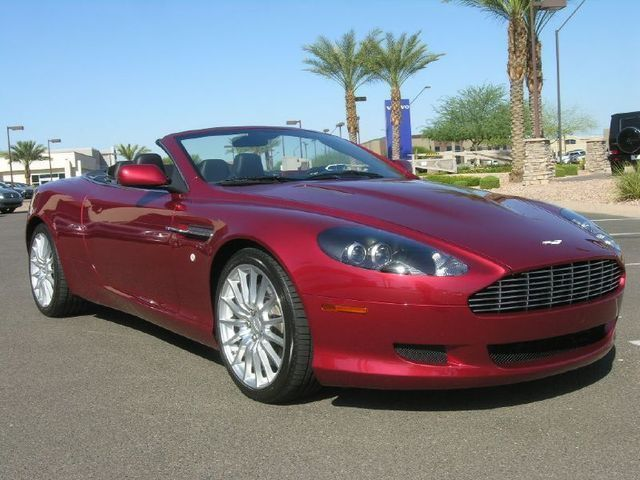
Aston Martin DB9 Volante